# Eldorado Business Tower
Eldorado Business Tower je mrakodrap v São Paulu v Brazílii. Byl postaven v letech 2005–2007. Dosahuje výšky 141 m a má 36 poschodí. Jeho architekty byli Aflalo & Gasperini Arquitetos.